# سلفادور رييس فيغيروا
سلفادور رييس فيغيروا (بالإسبانية: Salvador Reyes Figueroa)‏ هو كاتب تشيلي، ولد في 16 أغسطس 1899 في كوبيابو في تشيلي، وتوفي في 27 فبراير 1970 في سانتياغو في تشيلي.